# Здание Казпотребсоюза
Бывшее административное здание Казпотребсоюза — здание в Алма-Ате, в котором располагался центральный офис Казпотребсоюза. В настоящее время является административным зданием с расположением офисов на первом этаже.

## История
Строительство здания велось в 1953—1957 годы, авторами проекта были: архитекторы Б. Н. Стесин, Г. Бобович, М. Беккер; инженером выступил В. Лухтанов. Является образцом архитектуры административных зданий в Казахстане 50-х годов XX столетия и памятником архитектуры.
В 1990-х годах после закрытия Казпотребсоюза здание некоторое время пустовало. В настоящее время является жилым зданием с расположением офисов на первом этаже.

## Архитектура
Здание представляет собой «Г»-образный в плане, симметричный трехэтажный объем на невысоком цоколе состоит из трех павильонов, разделенных антисейсмическими швами. Парадный фасад выходит на правительственную площадь.
В трехэтажном здании угол выделен пятиярусной шестиэтажной башней с высоким шпилем. Форма башни заимствована из среднеазиатской архитектурной традиции и заглублена относительно обоих фасадов здания. Сужение кверху выполнено уступами, края которых обрамлены профилированным карнизом и балясинами. Карниз над четвертым этажом завершен сталактитами.
Окна и двери первого этажа башни, как и всего здания, имеют стрельчатую форму и прямоугольное обрамление с орнаментным заполнением. Подоконники второго этажа объединены поясом. Окна трёх этажей второго яруса имеют общий прямоугольный наличник. Над стрельчатым окном четвёртого этажа выполнено орнаментное заполнение. Между окнами второго, третьего и четвёртого этажей помещены филёнки. Второй ярус заканчивается развитым сложно-профильным карнизом с аркатурным поясом и фигурными кронштейнами. Ограждение площадки на кровле яруса представляет собой аркаду на колонках между тумбами. Одноэтажный третий ярус представляет собой восьмерик с узкими угловыми лопатками, орнаментированным фризом и трёхчастным карнизом. Стрельчатые окна имеют простой наличник.
Тумбы аркадного ограждения увенчаны фигурными обелисками. Четвёртый ярус представляет собой усечённую восьмигранную пирамиду, увенчанную восьмериком с арочными проёмами и двухчастным карнизом. Решетчатое фигурное ограждение кровли входит в пятый ярус с глухим восьмериком и высокой пирамидой шпиля, увенчанного шаром. В трёхэтажной части здания простенки заняты пилястрами с развитыми орнаментированными базами и пальмовидно-лиственными орнаментированными капителями. Окна второго и третьего этажей имеют общий наличник с филёнкой между ними. Развитый венчающий карниз орнаментирован и имеет аркатурный пояс. Проезд в здании выполнен в виде двухэтажной арки со сложно-профильным наличником. Окна третьего этажа над аркой сближены. В их простенках и сбоку помещены маленькие пилястры с простыми базами и орнаментированными капителями. 
Под двухчастным подоконником выполнены фигурные кронштейны. На глухой стене между пилястрами в угловой части здания (на углу пр. Назарбаева) помещен картуш с датой постройки — 1957 год. В его структуру включён маленький карниз. Ограждение кровли выполнено в виде фигурной решетки между тумбами. Над сближенными окнами в угловой части здания между тумбами ограждения кровли помещен щипец с волютами .
Здание покрыто штукатуркой розового цвета, а детали окрашены белым. Цоколь облицован гранитом серого цвета.

## Памятник истории и культуры
10 ноября 2010 года был утверждён новый Государственный список памятников истории и культуры местного значения города Алматы, одновременно с которым все предыдущие решения по этому поводу были признаны утратившими силу. В этом Постановлении был сохранён статус памятника местного значения бывшего административного здания Казпотребсоюза. Границы охранных зон были утверждены в 2014 году.